# Карлос Тартьєре (стадіон, 1932)
Естадіо Карлос Тартьєр (ісп. Estadio Carlos Tartiere) — колишній багатофункціональний стадіон в Ов'єдо, Іспанія. З 1932 по 2000 рік був домашньою ареною футбольного клубу «Реал Ов'єдо», після чого його змінив новий стадіон з однойменною назвою. Обидва стадіони названі на честь засновника та першого президента клубу.

## Історія
Стадіон під назвою «Буенавіста», названий так на честь району, був відкритий 24 квітня 1932 року матчем між збірними Іспанії та Югославії. Перший гол на цьому стадіоні забив форвард «Реала Ов'єдо» Ісідро Лангара .
В 1958 році стадіон отримав ім'я першого президента та засновника « Реала Ов'єдо» Карлоса Тартьєра, який помер у 1950 році.
Стадіон був повністю перебудований до чемпіонату світу з футболу 1982 року, в результаті чого його місткість зросла від 20 000 до 22 500 глядачів. Тут відбулися три матчі групового етапу турніру.
Поп-суперзірка Майкл Джексон виступив на стадіоні під час свого Dangerous World Tour 21 вересня 1992 року перед 25 000 людей. Гітарист Слеш зробив особливу появу під час шоу на «Black or White».
У 1998 році для того, щоб відповідати нормам УЄФА та покращити безпеку на футбольних полях, на стадіоні довелося робити реконструкцію, в результаті якої місткість була зменшена до 13 000 осіб. Цей факт викликав розмови про необхідність побудови нового футбольного поля для міста з достатньою вмістимістю для всіх вболівальників.
Останній матч, який був зіграний на цьому стадіоні, відбувся 20 травня 2000 року, і це був матч Ла Ліги проти клубу «Реал Сосьєдад».
В подальшому команда стала виступати на новозбудованому стадіоні, який теж отримав назву «Карлос Тартьєре», в той час як старий стадіон був знесений у 2003 році.

## Чемпіонат світу з футболу 1982 року
На стадіоні відбулися три гри чемпіонату світу з футболу 1982 року :
| Дата       | Команда № 1 | Рез. | Команда № 2 | Раунд                | Відвідуваність |
| ---------- | ----------- | ---- | ----------- | -------------------- | -------------- |
| 1982-06-17 | Чилі        | 0–1  | Австрія     | Група 2 (перший тур) | 22 500         |
| 1982-06-21 | Алжир       | 0–2  | Австрія     | Група 2 (перший тур) | 22 000         |
| 1982-06-24 | Алжир       | 3–2  | Чилі        | Група 2 (перший тур) | 16 000         |